# 김예진 (1896년)
김예진(金禮鎭, 1896년(고종33)~1950년 8월 10일)은 일제강점기와 대한민국의 독립운동가로 독립단, 일신청년단에서 군자금 모금활동 등을 했고 임시정부의 무장단체인 정위단과 병인의용대원으로 활동하였다. 1950년 한국 전쟁 중 인민군에게 살해되었다. 평안남도 대동군(大同郡) 출신이다. 본관은 충주(忠州)이며 자는 두칠(斗七), 호는 정계(正溪)이다.

## 생애
평안남도 대동(大同)에서 태어났다. 스무살 남짓 되던 해에 평양의 숭실중학(崇實中學)을 졸업하고 1919년 3·1운동에 가담하였다가 체포되어 징역 6개월형을 선고받고 수감되었다. 그러나 복역중 발병하여 7월에 병보석으로 출옥하고 만주로 망명하여 독립단에 가담하였다.
1920년 3월 군자금 모집 차 국내에 잠입하여 평안남도 대동·중화(中和)·강서(江西)·남포(南浦) 평남 각 군에서 활동하며 군자금을 조달하였으며 3·1운동 1주년이 되던 날에는 평양에서 최봉민(崔鳳敏)·박성식(朴聖植) 등과 격문을 작성하여 시내에 배포하기도 하였다. 또한 이기영(李起榮)・한준관(韓俊觀) 등과 항일구국군을 조직 활동하기도 하였다. 그 후 일본 조선총독부 경찰의 추격을 피해 상하이[上海]로 건너가 의용단(義勇團) 평남지부를 결성, 서무부장이 되었다.
그 후 대한일신청년단(大韓日新靑年團)을 조직, 결사대를 선발하여 국내에 들어와 장덕진(張德震)·안경신(安敬信)과 함께 평남 안주(安州)에서 일본경찰을 사살하고 평양의 도청·부청(府廳) 경찰서에 폭탄을 던진 후 다시 상하이로 피신하였다.
1920년 7월에는 장혜근(張惠根)・장인갑(張仁甲) 등과 상의하고 8월 3일 오후 9시경 동지들을 3대로 나누어 평안남도 제3부・평양경찰서・평양부청에 폭탄을 투척하려 하였으나 경찰서와 부청은 실패하고 제3부 청사만 성공하였다. 피신 도중 평양 칠성문(七星門) 밖에서 경계중인 순사를 저격하여 부상시키기도 하였다.
그해 8월에는 미국의원단 입경을 앞두고 소속해있던 대한독립의원단 평남지단에 속해있던 그는 지식개발・한국독립운동달성 등을 목적으로 동지 20여명과 대한 일신(日新)청년단 결사대를 조직하고 장덕진(張德鎭)・안경신(安敬信) 등 1단과 연락하여 평안남도 도청에 폭탄을 던지는 등 과감한 활동을 전개하였다. 이에 상해 불란서 조계(租界)로 피신하여 안창호(安昌浩)・여운형(呂運亨) 등이 운영하는 인성학교(仁成學校)의 교직원으로 근무하였다.
1925년 6월에는 임시정부 내무차장 나창헌(羅昌憲)을 단장으로 하는 정위단(正衛團)을 조직하여 교포의 생명 재산을 보호하는 심판원으로서 활동하였다. 그러나 1925년 12월 여운형(呂運亨) 구타사건 등이 일어나자 보다 강력한 활동을 하기 위하여 1926년 1월 병인의용대(丙寅義勇隊)를 조직하고 그 대원이 되어 교포사회를 보호하기도 하였다.
1926년 3월 8일에는 상하이(上海)의 주상해 일본영사관에 폭탄을 던졌으나 실패하고, 일본 경찰의 추격을 받고 도피하던 중 15일에 일본경찰에 붙잡혀, 국내로 송환되어 평양으로 이송되었다. 징역 15년형을 구형받았고, 이어 재판에서 평남도청 폭파혐의까지 받았으나 증거불충분으로 면소되어, 징역 2년10개월형이 확정 선고됨으로써 후일 1928년 6월에 이감된 평양형무소에서는 6개월 동안 복역하다가 가출옥하였다. 그렇게 1928년 12월까지 옥고를 치렀다. 그는 옥고의 여독으로 평생을 고생하였다.
그 뒤 광복을 보았고, 1946년경에 경기도 김포군으로 월남했으나, 1950년 6월 한국 전쟁 발발 당시 북한 인민군에게 붙잡혀 경기도 광주군(廣州郡)에서 총살당하였다.

## 사후
- 1962년 건국훈장 독립장이 추서되었다.

## 같이 보기
| - 나창헌 - 병인의용대 1. - 대한민국 독립유공자 공훈록 |